# Gare de Carnoët - Locarn
Gare de Carnoët - Locarn vasútállomás Franciaországban, Locarn településen.

## Vasútvonalak
Az állomást az alábbi vasútvonalak érintik:
- Guingamp-Carhaix-vasútvonal

## Kapcsolódó állomások
A vasútállomáshoz az alábbi állomások vannak a legközelebb:
- Gare du Pénity (Gare de Guingamp, Guingamp-Carhaix-vasútvonal)
- Gare de Carhaix (Gare de Carhaix, Guingamp-Carhaix-vasútvonal)